# Jan Karol Czartoryski
Jan Karol Czartoryski (en Lituanien: Kazimieras Florijonas Čartoriskis), né en 1620 à Klevan, mort le 15 mai 1674 à Varsovie, est un prince polonais et lituanien de la famille Czartoryski.

## Biographie
Il est le fils de Mikołaj Jerzy Czartoryski et d'Izabela Korecka.

## Mariages et descendance
Il épouse Anna Zebrzydowska qui décède en 1668 sans lui laisser d'enfant.
Il épouse ensuite Magdalena Konopacki qui lui pour enfants:
- Mikołaj Kazimierz Czartoryski (pl) (†1696)
- Józef Czartoryski (†1750)

## Sources
- (pl) Cet article est partiellement ou en totalité issu de l’article de Wikipédia en polonais intitulé « Jan Karol Czartoryski » (voir la liste des auteurs).